# Волнения в Пакистане (2011—2013)
Волнения в Пакистане (англ. Pakistanian protests) — акции протеста, начавшиеся в конце октября 2011 года. Вызваны безработицей, коррупцией, плохим положением молодёжи в Пакистане, резким недовольством политикой, проводимой правительством страны. Усилились из-за непрекращающихся бомбардировок северо-запада страны американцами.

## Хроника
- 28 октября 2011 года начались массовые манифестации в городе Лахоре. По разным данным, от 30 тысяч до 90 тысяч человек потребовали немедленной отставки президента страны Асифа Зардари[3].
- 31 октября 2011 года акции протеста продолжаются в Лахоре. 75 000 митингующих требуют отставки президента страны и прекращения американских бомбардировок Пакистана. В город стали приезжать люди из Хайбер-Пахтунхвы и Зоны Племён, они присоединяются к митингующим и перекрывают улицы города. Это крупнейший митинг в городе с 1986 года[4].
- 4 ноября 2011 года в городе Карачи прошёл митинг в поддержку требований об отставке правительства. Участвовало около 300 человек[5].
- 20 ноября 2011 года посол Пакистана в США, Хусейн Хаккани, попросил Соединённые Штаты помочь президенту Асифу Али Зардари сохранить власть. Он сделал заявление, что на волне недовольства пакистанцами властью, военные решили совершить государственный переворот[6].
- 23 ноября 2011 года Хусейн Хаккани был снят с должности, после сделанного им заявления. Новым послом Пакистана в США стала Шерри Рехман[7].
- 26 ноября 2011 года свыше 100 000 человек вышли на улицы Пешавара. Митинг был организован оппозиционным политиком Имраном Ханом[8].

## 2013 год
- В январе 2013 года Пакистане начался «Марш миллионов»: в Исламабад отправились тысячи митингующих под руководством теолога Тахира Кадри с требованием реформ избирательной системы, смены власти и искоренения «существующей в стране коррупционной феодальной системы»[9].